# IC 2505
IC 2505 ist eine Spiralgalaxie vom Hubble-Typ Sab im Sternbild Löwe am Nordsternhimmel. Sie ist schätzungsweise 438 Millionen Lichtjahre von der Milchstraße entfernt.
Das Objekt wurde am 22. April 1897 von Stéphane Javelle entdeckt.